# Trnovo (Sarajewo Wschodnie)
Trnovo (cyr. Трново) – miejscowość w Bośni i Hercegowinie, w Republice Serbskiej, w mieście Sarajewo Wschodnie, siedziba gminy Trnovo. W 2013 roku liczyła 926 mieszkańców.